# 横纹虎鹭
是鹭科虎鹭属的一种鸟类，现在主要生活在中美洲南部和南美洲中北部的河流附近。1988年，横纹虎鹭被IUCN评定为近危物种，但2004年又改为无危物种。

## 描述

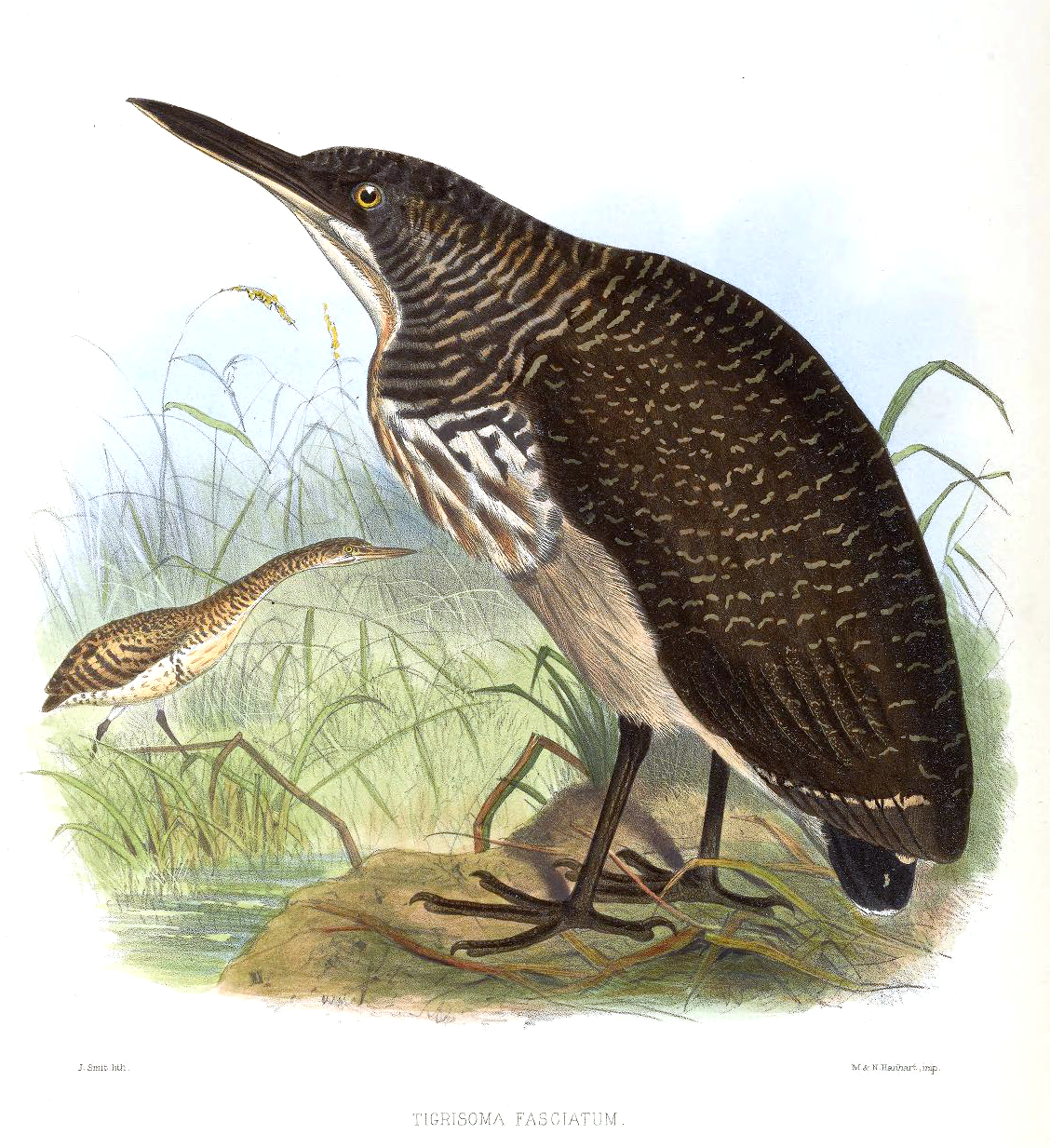
約瑟夫·史密特所描绘的 Tigrisoma fasciatum

横纹虎鹭体长约23—25英寸（58—64 cm），在三种虎鹭中体型最小。成鸟羽冠呈黑色，脸侧为深黑色。颈部和上半身为黑色，有间隔排列的淡黄色条纹。腹部为灰黄色至棕色，侧面呈灰色。喙较其他的虎鹭短而钝，上黑而下为黄绿色，嘴峰略弯。虹膜呈黄色。

## 分布和栖息地

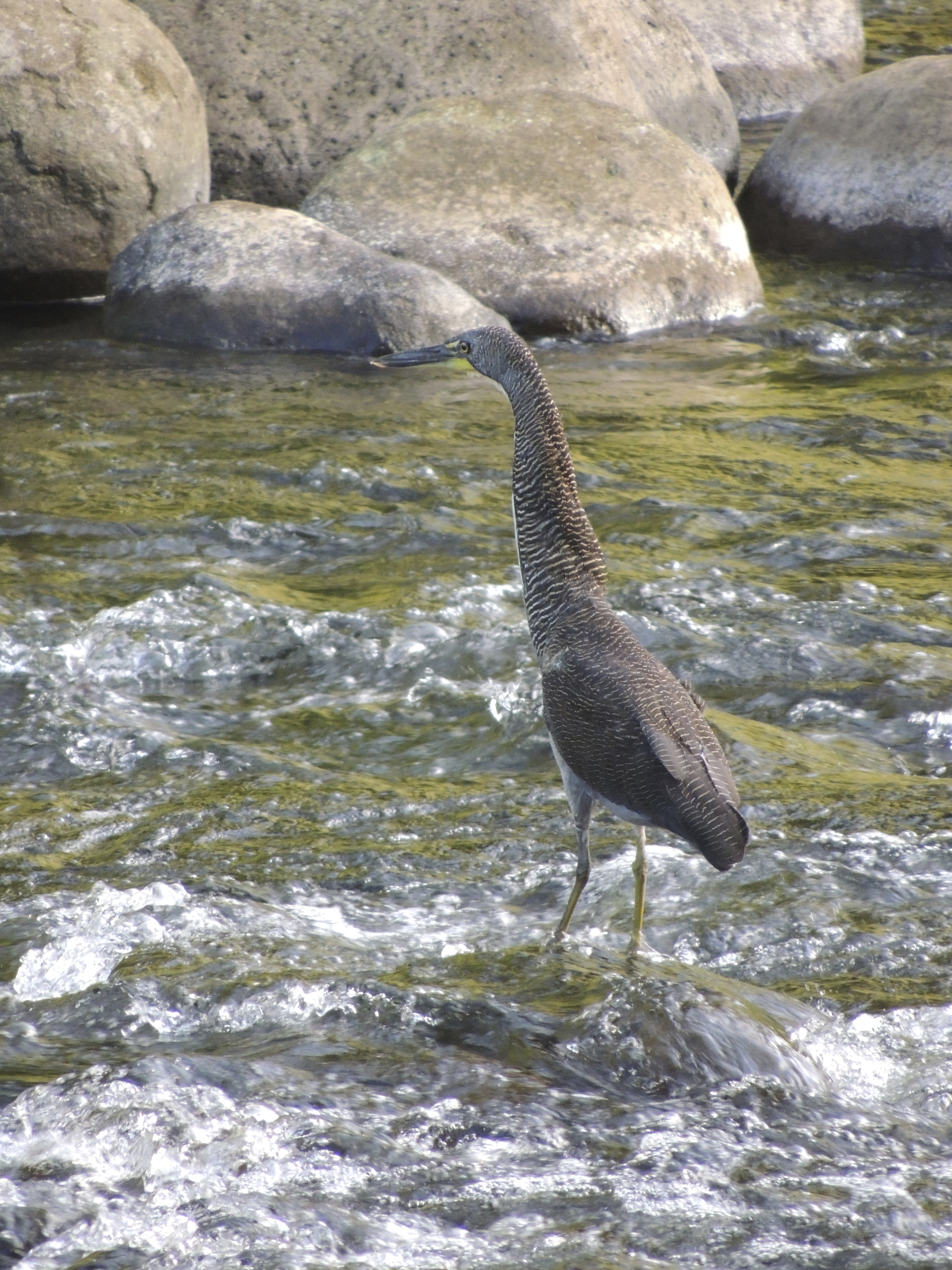
横纹虎鹭多见于水流较快的溪、河附近。

横纹虎鹭主要生活在山丘地区两岸多岩石、流速湍急的河边。分布范围北至哥斯达黎加，南至阿根廷西北部；巴西东南部、圭亚那、尼加拉瓜也有分布。栖息地海拔从海平面至2,400英尺（730米）均有，但在栗虎鹭也生活的地区，海拔普遍要比栗虎鹭要高。

## 行为
横纹虎鹭是独居鸟类，但在一些鱼类丰富的地方，也可能会出现多只横纹虎鹭集中在相隔数百米远的地方的情况。

### 捕食
横纹虎鹭站在河岸或河道的石头上，伸出部分颈部来捕食。其主要食物是鱼类，但也捕食大型昆虫。

### 繁殖
横纹虎鹭用树枝和藤搭建平台式的巢穴。

### 叫声
横纹虎鹭的叫声未知。

## 保护情况和威胁
在IUCN1988年的第一版世界物种保护情况清单中，横纹虎鹭被列为近危物种，一直到2000年版的清单中变更为无危物种。其种群数量颇低，估计个体有1,000–10,000只，其中670–6,700只为成鸟。由于缺少数据，以及栖息地周围的影响因素不明，种群数量变化趋势尚不清楚。尽管数量少，但物种分布广泛，北至中美洲南部，南至南美洲西部，也有少部分生活在南美东部和圭亚那。

## 人类文化
横纹虎鹭过去可能为巴拿马原住民所食用。巴拿马帕里塔湾周边地区的数个考古点曾发现过可能是横纹虎鹭的鸟类遗骨。近年来，野生横纹虎鹭的成鸟和幼鸟因作为宠物而被大量捕捉。

### 引用文献
- Jobling, James A. . London, UK: Christopher Helm. 2010. ISBN 978-1-4081-2501-4.